# 78392 Деллінґер
78392 Деллінґер (78392 Dellinger) — астероїд головного поясу, відкритий 9 серпня 2002 року.
Тіссеранів параметр щодо Юпітера — 3,370.